# عزيز سعد الله
عزيز سعد الله (1950 – 2020) هو ممثل وكاتب سيناريو مغربي، بعد بداياته مع زوجته خديجة أسد في المسرح مرورًا من فرقة الطيب الصديقي خلال السبعينيات من القرن العشرين، قدّم فيما بعد الكثير من الأعمال الناجحة سواء في المسرح (سعدك يا مسعود -النخوة على لخوا - خلّي بالك من مدام - برق ما تقشع - كوسطة يا وطن) أو في السينما (ساعي البريد - عرس الآخرين - بيضاوة - نامبر وان) وفي التلفزيون حيث قدّم وكتب العديد من الأفلام ومن بين أعماله (السلسلة الكوميدية تلفزيون ثلاتة - كاريكاتير - صور ضاحكة - مـواقـف - لالة فاطمة لثلاث مواسم).
نال جائزة أفضل ممثل في مهرجان مونتريال ومهرجان باستيا بفرنسا، كما أخرج للسينما فيلم زمن الإرهاب، قدّم مسرحياته في العالم العربي و أوروبا و أمريكا و كندا، أسّـس فرقـة مـسرح الثمانين صحبة زوجته الممثلة خديجة أسد التي تشاركه أغلب أعماله.

## أعماله

### مسرحيات
- سعدك يا مسعود
- النخوة على الخوا
- خلي بالك من مدام
- برق ما تقشع
- كوسطة يا وطن

### أفلام سينمائية
- ساعي البريد
- عرس الآخرين
- بيضاوة
- الطبيب في كندا
- نامبر وان
- الزواج الثاني
- زمن الإرهاب

### مسلسلات
- تلفزيون ثلاثة
- كاريكاتير
- صور ضاحكة
- مواقف
- لالة فاطمة (3 مواسم)
- بنت بلادي
- دور بيها يا الشيباني
- ماشي بحالهم

### برامج
- لالة لعروسة

## الجوائز
- جائزة أفضل ممثل في مهرجان بان ريكا الدولي بمونتريال.

## وفاته
توفي يوم الثلاثاء 13 أكتوبر 2020 بعد صراع طويل مع المرض، عن عمر يناهز 70 عامًا.

## روابط خارجية
- عزيز سعد الله على موقع IMDb (الإنجليزية)
- عزيز سعد الله على موقع قاعدة بيانات الأفلام العربية
- عزيز سعد الله على موقع ألو سيني (الفرنسية)
- عزيز سعد الله على موقع قاعدة بيانات الفيلم (الإنجليزية)